# Tetragnatha guatemalensis
Tetragnatha guatemalensis är en spindelart som beskrevs av Octavius Pickard-Cambridge 1889.
Tetragnatha guatemalensis ingår i släktet sträckkäkspindlar och familjen käkspindlar. Inga underarter finns listade i Catalogue of Life.